# Omaheke
De Omaheke regio is een bestuurlijke regio in Namibië.
In deze oostelijke regio van het land wonen Herero's, San en Tswana's. Hoewel iedere bevolkingsgroep haar eigen taal kent en Engels de officiële taal van het land is de lingua franca in deze regio Afrikaans.
De regio Omaheke presenteert zich als Cattlecountry. Op de uitgestrekte boerderijen in deze regio wordt uitsluitend extensieve veeteelt bedreven. Het vee is bedoeld voor de slacht en wekelijks worden vrachtwagens vol rundvee bij de abattoirs in Windhoek afgeleverd.
Gobabis ligt op circa 200 km van Windhoek en heeft een goede verbindingsweg met de hoofdstad. Er is ook een spoorverbinding. Omaheke grenst in het oosten aan Botswana en heeft een grensovergang bij Buitepos.

## Plaatsen
- Epukiro Post 3, settlement area
- Gobabis, municipality, 377 km²
- Leonardville, village
- Omitara, village van 1992 tot 1993
- Otjinene, village, 11 km³
- Summerdown, village van 1992 tot 1993
- Talismanus, settlement area
- Witvlei, village

Zambezi · Erongo · Hardap · ǁKaras · Kavango Oost · Kavango West · Khomas · Kunene · Ohangwena · Omaheke · Omusati · Oshana · Oshikoto · Otjozondjupa